# Тукангбесі
Тукангбе́сі (індонез. Kepulauan Tukangbesi) — група островів в Індонезії, адміністративно належать до округу Вакатобі провінції Південне Сулавесі. Розташовані між морями Флорес з південного заходу та Банда з північного сходу, на південний схід від острова Бутунг, що лежить біля південно-східних берегів Сулавесі.
На островах та прилеглій акваторії створено національний парк Вакатобі.

## Склад
До групи островів належать:
- острови Вакатобі (Вакатохі):
  - острів Бінонгко
  - група Вангівангі
    - Вангівангі
    - Камбоде
    - Кампенане (Компонаоне)
    - Суманга
    - Тимор

  - група Каледупа
    - Каледупа
    - Лінеа (Лінтеа-Тіволу)
    - Хога

  - група Том'я (Томеа)
    - Лінета (Лінтеа)
    - Токобао
    - Талондано (Толандоно)
    - Том'я (Томеа)

  - коралові рифи Каледупа та Капота (Капотта)
- зовнішні дрібні острови:
  - Кентіоле (Кентіоло)
  - острови Лангкесі
    - Анано
    - Рундума

  - Моромахо
  - Ноаа
  - Човочово (Тджовотджово)
  - коралові рифи Кока, Коромаха (Коро-Маха) та Рундума